# Lengyelország hadereje
A Lengyel Köztársaság Fegyveres Erői (lengyelül: Siły Zbrojne Rzeczypospolitej Polskiej) három haderőnemből állnak: a szárazföldi erőkből, a légierőből és a haditengerészetből. Feladata Lengyelország védelme külső támadással szemben, valamint a NATO-val való együttműködés. Létszáma 76 500 fő.

## Főbb adatai
- Katonai költségvetés: 9,50 milliárd USD, a GDP 1,95%-a 2008-ban.
- Teljes személyi állomány: 160 000 fő. (ebből 140 000 fő aktív katona)
- Tartalék: 343 500 fő.
- Mozgósítható lakosság: 10 354 978 fő, melyből harci szolgálatra alkalmas 10 000 000 fő.

- Részei:
  - Wojska Lądowe Rzeczypospolitej Polskiej (Lengyel Szárazföldi Erő)
  - Marynarka Wojenna Rzeczypospolitej Polskiej (Lengyel Haditengerészet)
  - Siły Powietrzne Rzeczypospolitej Polskiej (Lengyel Légierő)
  - Wojska Specjalne Rzeczypospolitej Polskiej (Lengyel Különleges Erők)

- NATO kötelékben, az országon kívül állomásozó lengyel katonák:
  -  Irak: 1700 fő.
  -  Afganisztán: 2600 fő
  -  Koszovó: 800 fő. (KFOR)
  - Balkán: 300 fő. (SFOR)
  -  Albánia: 140 fő. (AFOR)
  -  Kongói Demokratikus Köztársaság: 172 fő. (PMU/KFOR)

- ENSZ kötelékben állomásozó lengyel katonák:
  -  Libanon: 632 fő.
  -  Golán-fennsík, Szíria: 355 fő.

### A lengyel haderő reformjának beszerzései 2006-tól
- Lengyelország közel 3,71 milliárd złotyt, azaz 976 millió eurót költ katonai beszerzésre.
- Helikopterek, harckocsik modernizálása.
- 48 db F-16-os vásárlása.
- MiG–29-esei felújítása, modernizálása, valamint a környezetében lévő cseh, ill német MIG-29-esek megvásárlása, valamint modernizálása és felújítása.
- 890 db finn Patria AMV harcjármű vásárlása.
- 32 db rakétakilövő, illetve 200 izraeli tervezésű Spike páncéltörő rakéta vásárlása.
- A Lengyel Haditengerészet 140 millió USD értékben RBS–15 Mk. III típusú föld-föld rakétákat vásárol a svéd Saab csoporttól. Ezekkel a haditengerészet Orkan-osztályú korvettjeit szerelik fel. (Az RBS–15 Mk. III típusú föld-föld rakéták hatótávolsága 200 km)

## Szárazföldi erő: 93 570 fő

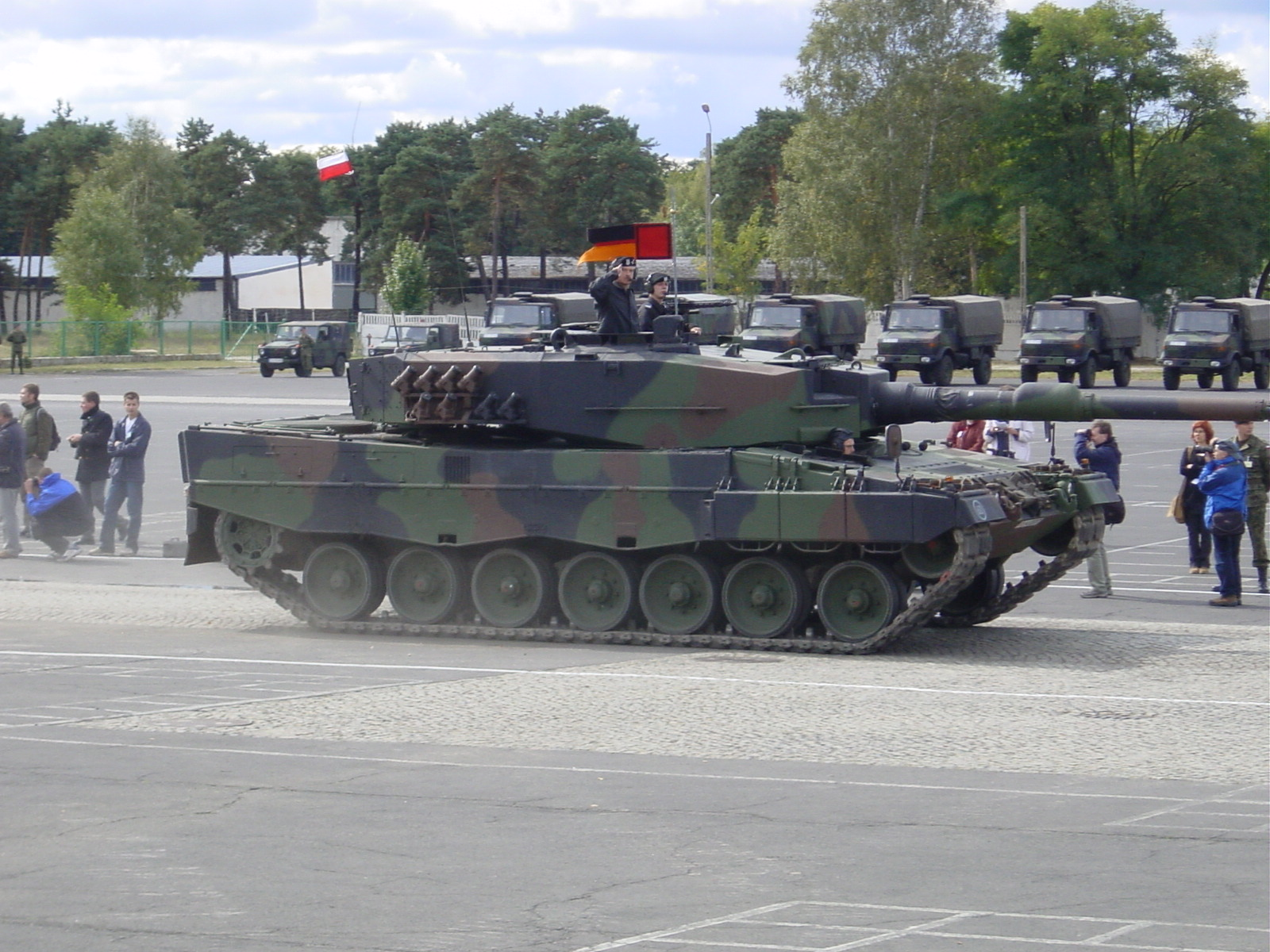
Lengyel Leopard 2A4

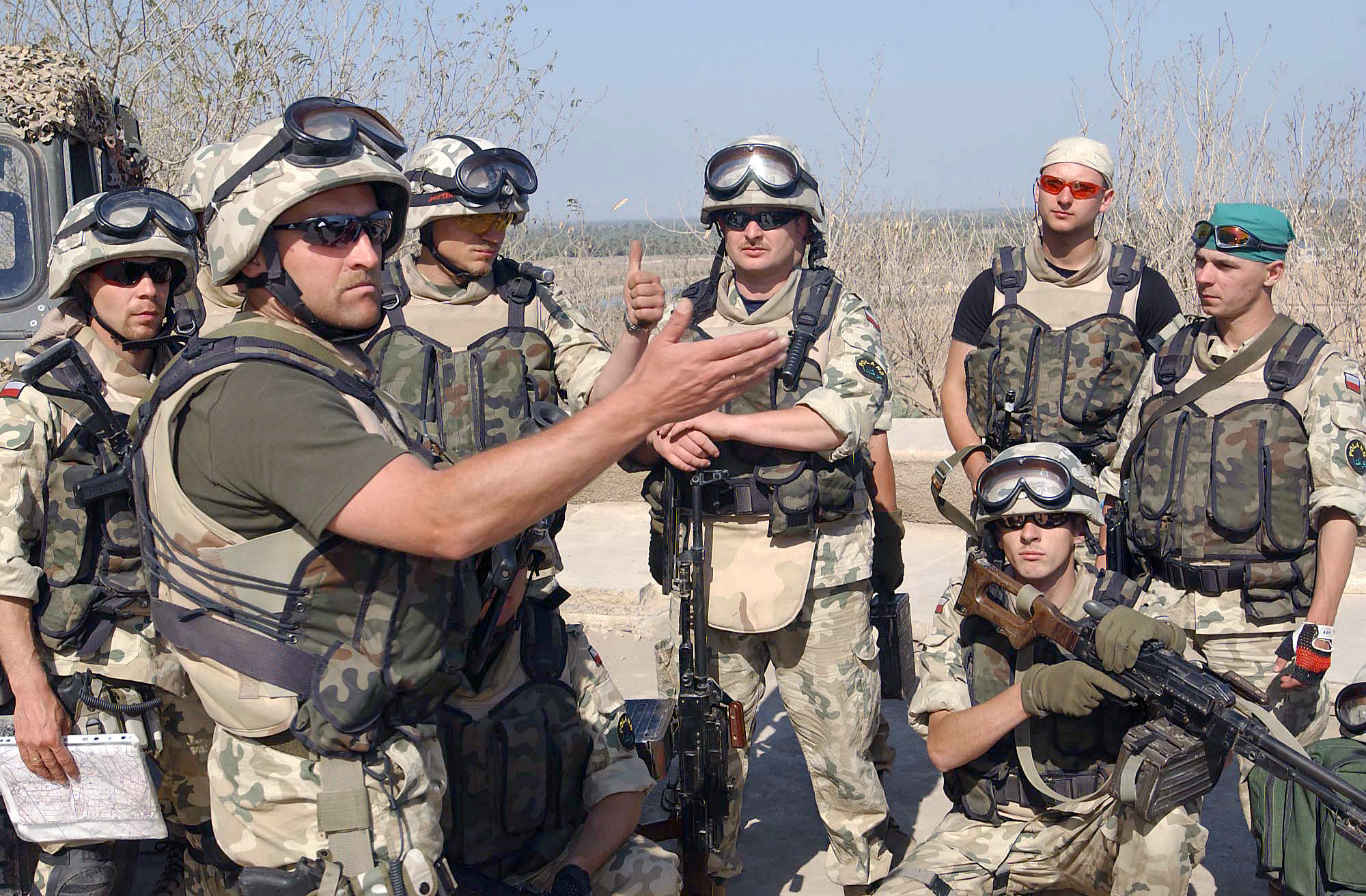
Lengyel csapatok Babilonban, Irakban.

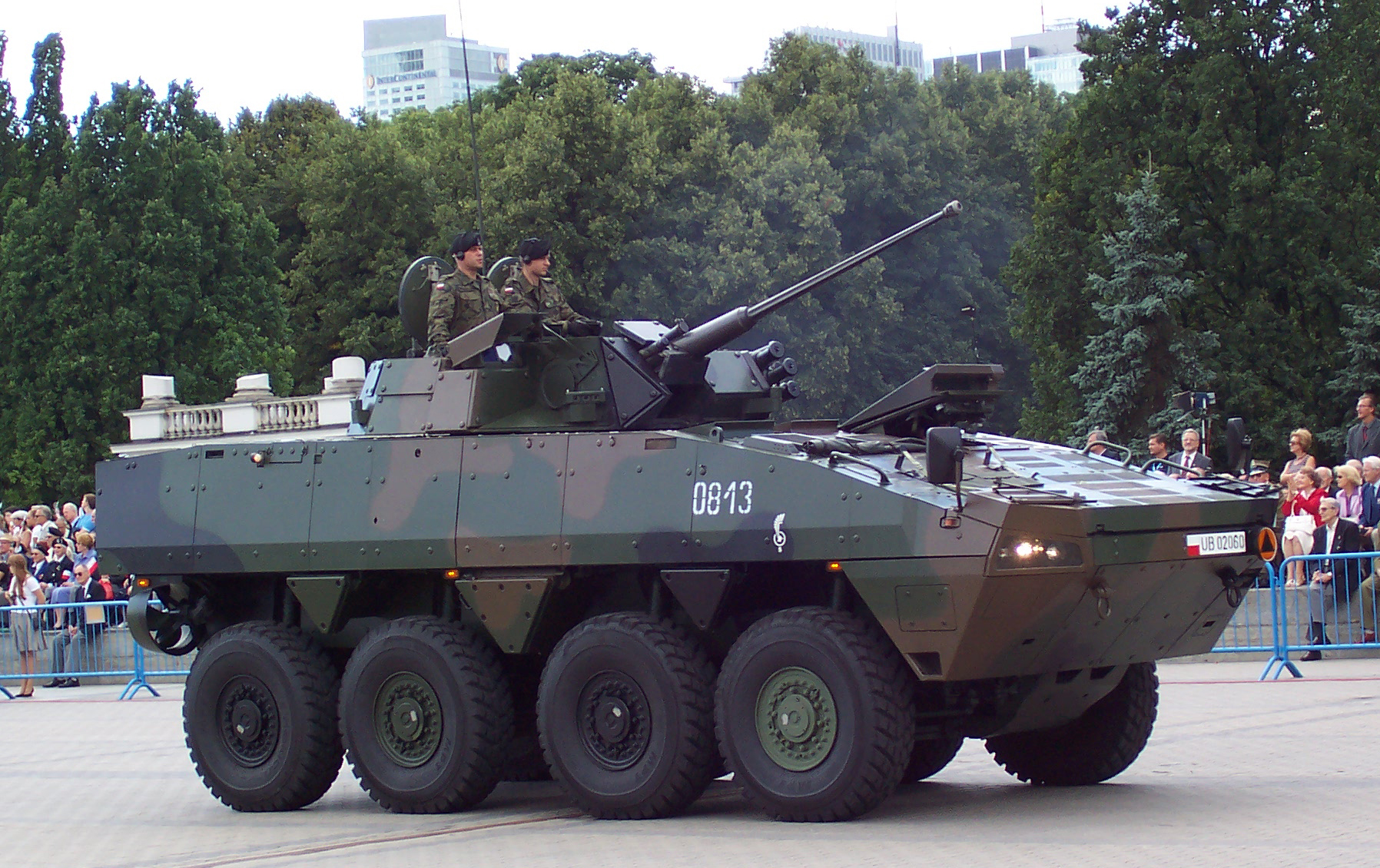
KTO Rosomak

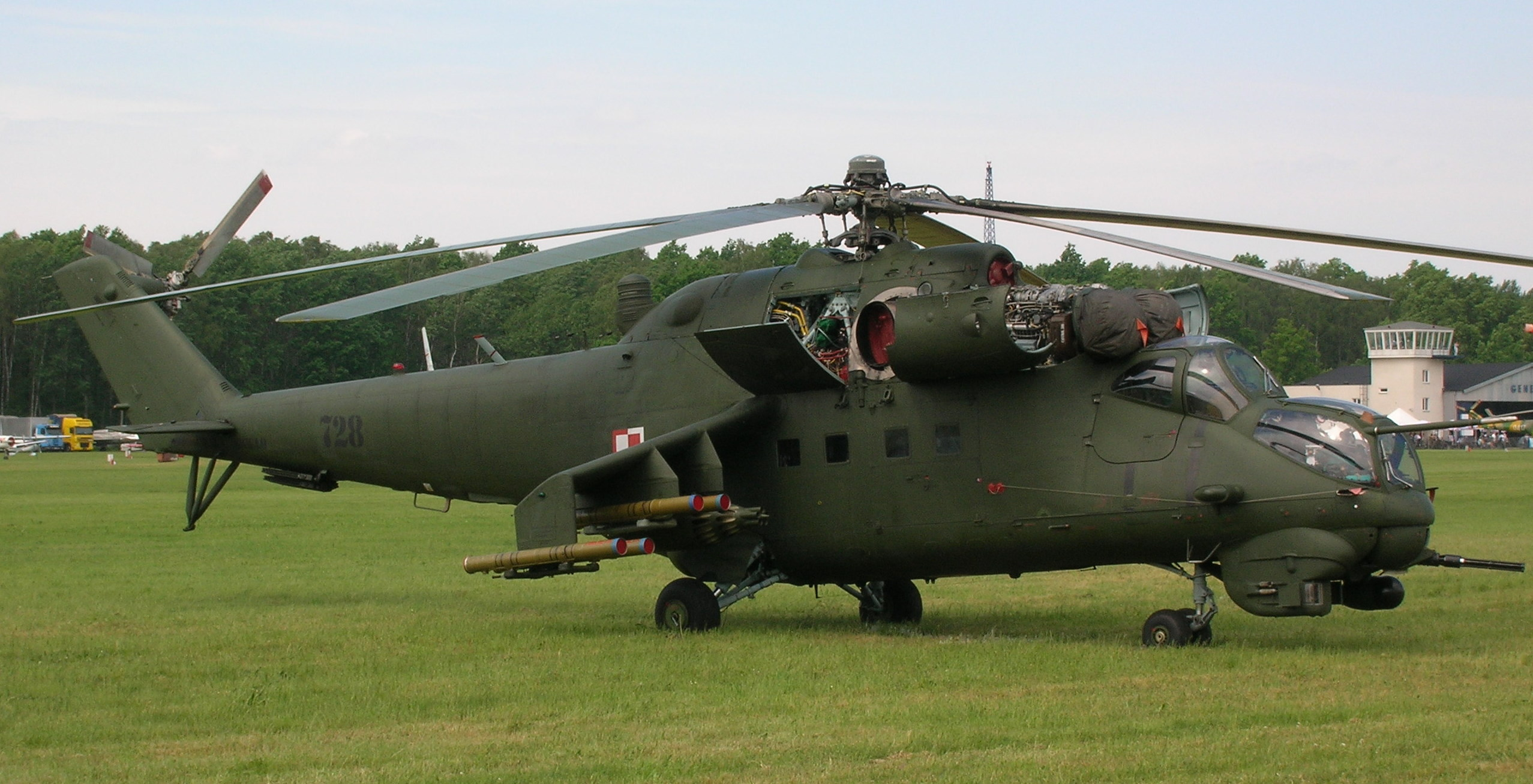
felújított lengyel Mi-24W

### Fegyverzet
- 670 db K9 önjáró tárcák (megrendelve)
- 1000 db K2 black panther(megrendelve)
- 597 db T–72M1 harckocsi
- 233 db PT–91 Twardy harckocsi
- 128 db Leopard 2A4 harckocsi
- 690 db Patria AMV páncélozott szállító harcjármű (2005-től kezdték el a leszállítást)
- 1307 db BMP-1 páncélozott szállító harcjármű
- 402 db SKOT
- 352 db MT–LB
- 50 db BRDM–2M96
- 50 db M113
- 38 db BRM–1
- 22 db BMP–1K
- 16 db BMP–1S
- 6 db M577
- 10 db Bergepanzer 2A2
- 6 db Leopard Biber AVLB

Tarackok, ágyúk:
- 509 db 122 mm-es 2SZ1 önjáró löveg
- 278 db 122 mm-es M–30
- 227 db 122 mm-es BM–21 Grad rakéta-sorozatvető
- 135 db 152 mm-es ML-20
- 111 db 152 mm-es DANA
- 30 db 122 mm-es RM-70

Páncéltörő rakétarendszerek:
- 270 db Spike LR
- 115 db 9M111 Fagot
- 18 db 9M113 Konkursz
- 16 db 9K115 Metisz

Légvédelmi rakéták (komplexumok), légvédelmi gépágyúk:
- 694 db 9K32 Sztrela–2 (Grail)
- 411 db Grom (Grouse)
- 266 db ZU–23–2
- 44 db ZUR–23–2KG
- 44 db ZSZU–23–4 Silka
- 24 db 2K12 Kub
- 16 db 9K33 Osza
- 3 db SA-4 Ganef (Krug-M)
- PZA Loara
- ZSU–23–4MP Biała

Helikopterek:
- 44 db Mi–24
- 35 db Mi-8, Mi-17
- 31 db PZL Mi-2
- 37 db PZL W–3 Sokół

Szállítókapacitás közúton:
A Lengyel Hadsereg 132 darab MAN Lion's Coach hazai gyártású autóbuszt rendelt.

## Légierő
Lásd még: Lengyel Légierő

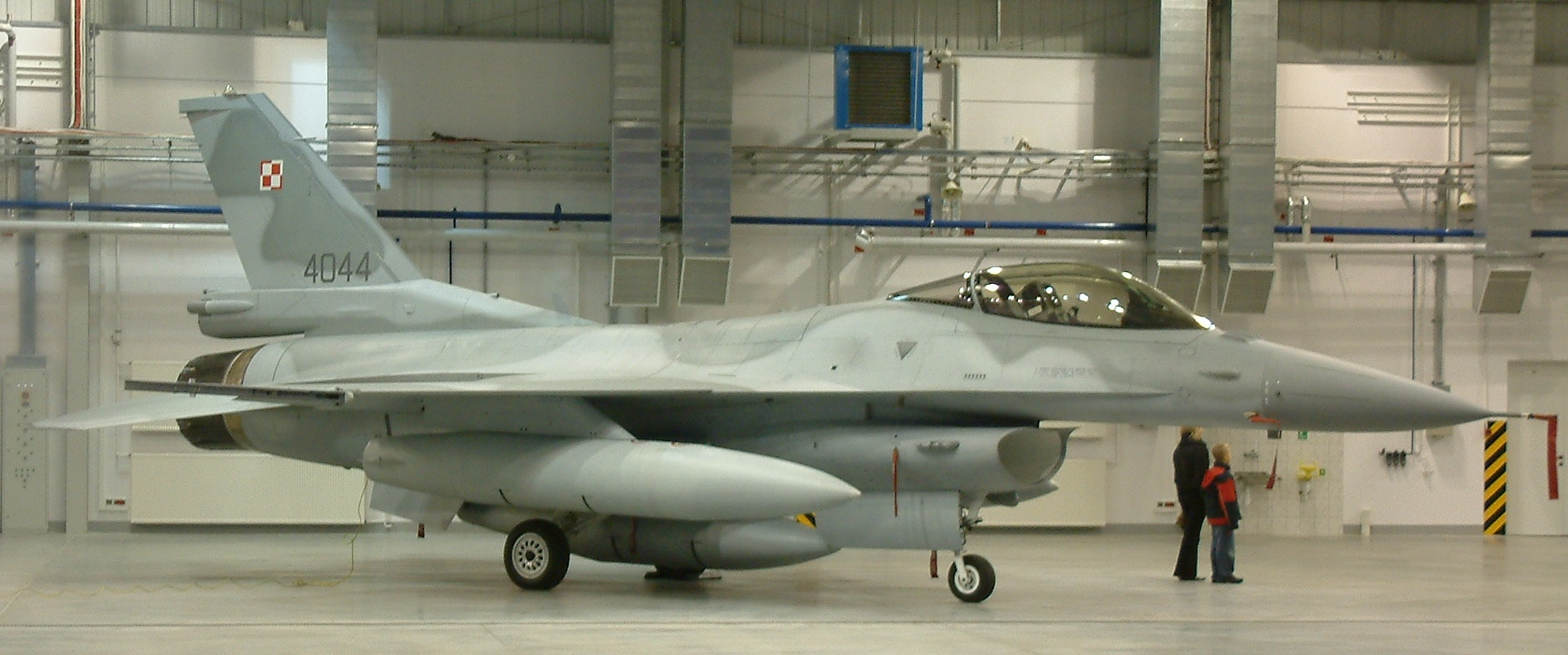
F-16C

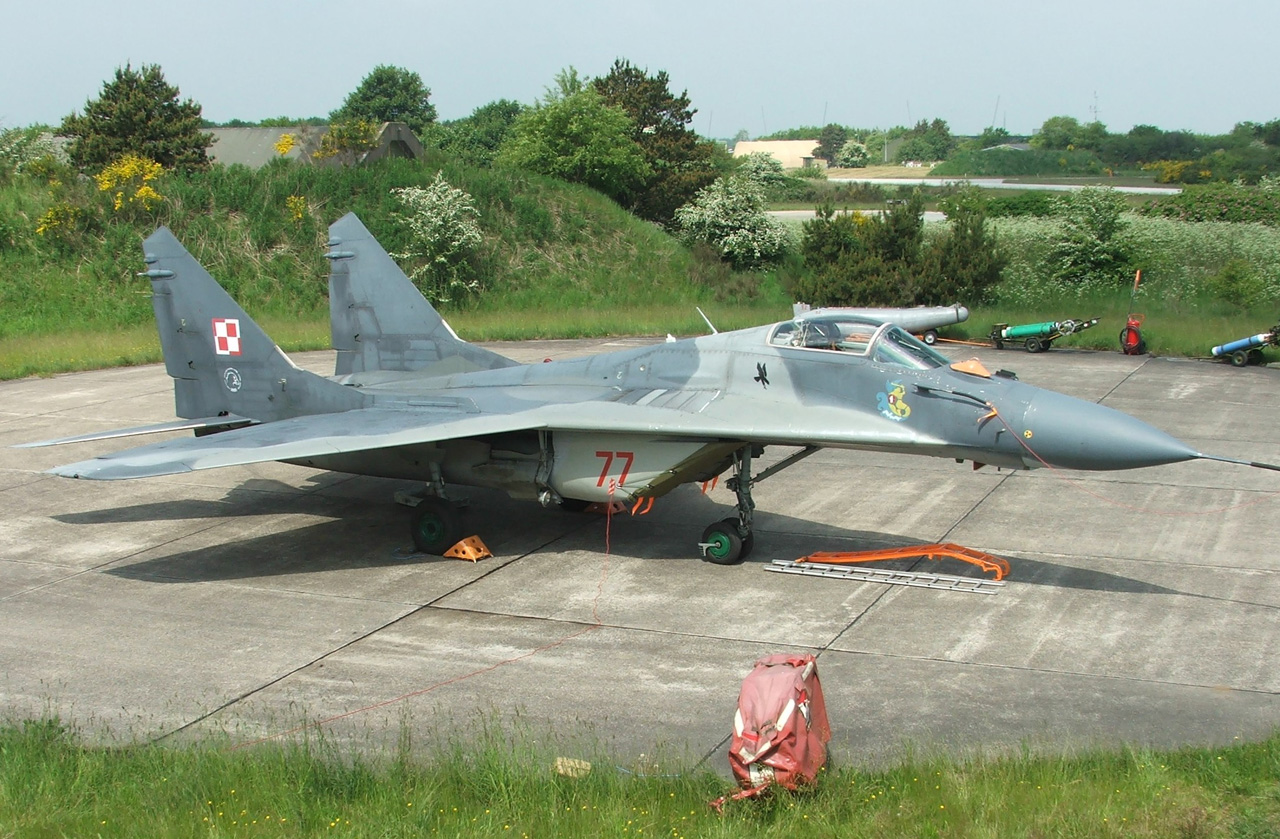
Lengyel MiG–29-es

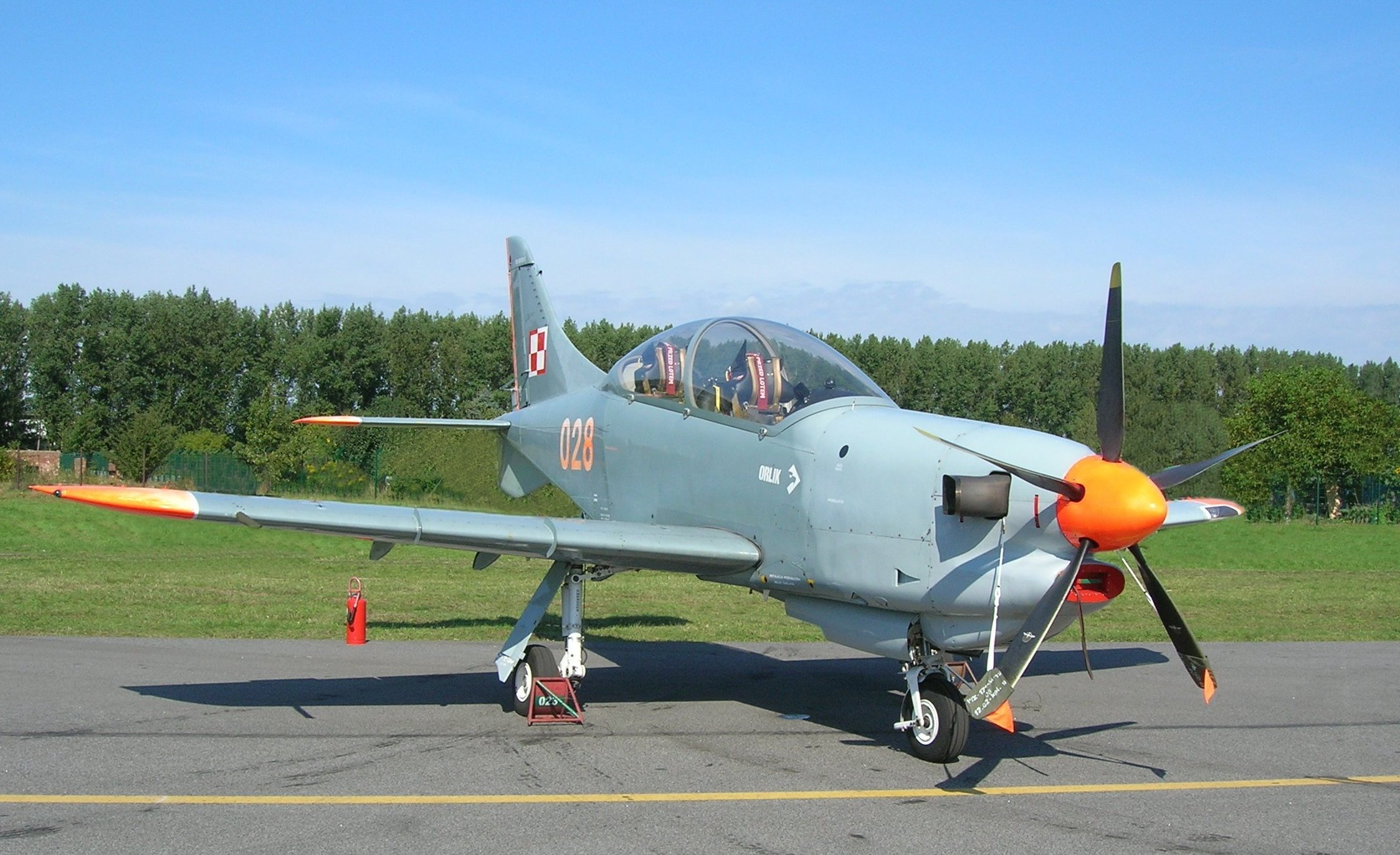
PZL–130 Orlik

A légierő (lengyelül: Siły Powietrzne) feladata a Lengyel Köztársaság légterének védelme, valamint a fegyveres erők más egységeivel való együttműködés. Részei a Repülő Csapatok, a Légvédelmi Csapatok, valamint a Rádiótechnikai Csapatok. A lengyel légierő az I. világháborúban harcoló lengyel "Kék Hadsereg" bázisán jött létre. 2004. július 1-jéig a Lengyel Köztársaság Repülő és Légvédelmi Csapatai volt, amely 1990. július 1-jén jött létre a Repülő Csapatok és a Honi Légvédelmi Csapatok összevonása nyomán.

### A repülő csapatok fegyverzete
- 48 db F–16C és F–16D (2006–2008 között állt szolgálatba)
- 45 db MiG–29 (egy ideig együtt szolgál az F-16-osokkal)
- 48 db Szu–22
- 5 db C–130 Hercules (2007–2009 között áll szolgálatba)
- 13 db An–2
- 10 db An–26
- 12 db PZL M28
- 1 db Tu–154M[2]
- 11 db CASA C–295
- 4 db Jak–40
- 111 db PZL TS–11 Iskra
- 37 db PZL–130 Orlik
- 9 db PZL W–3 Sokół
- 82 db Mi–2 (a közeljövőben az PZL SW–4 váltja föl)
- 37 db Mi–8
- 1 db Bell 412HP

### A légvédelmi csapatok fegyverzete
- SZ–60 légvédelmi ágyú
- GROM–2 hordozható légvédelmi rakéta
- 2K11 Krug közepes hatómagasságú légvédelmi rakétarendszer
- SZ–125 Nyeva közepes hatómagasságú légvédelmi rakétarendszer
- SZ–200 Vega nagy hatómagasságú légvédelmi rakétarendszer

### A rádiótechnikai csapatok fegyverzete
- N–11 és N–12 3D-s rádiólokátorok
- N–17 és N–31 távolságmérő rádiólokátorok
- N–41, RW–31 és PRW–17 magasságmérő rádiólokátorok

## Haditengerészet
Létszáma 15 976 fő. Parancsnoksága Gdyniában található. A tengeri határok felügyeletét a Lengyel Köztársaság határőrségének tengeri egységeivel közösen végzi.

### Hajóállomány

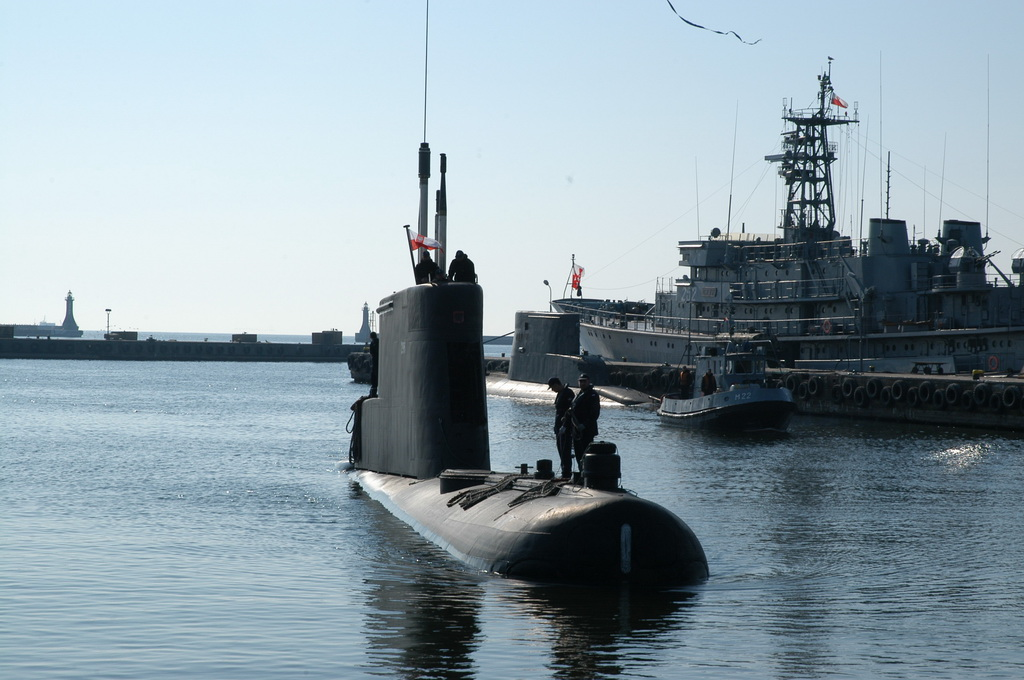
A lengyel haditengerészet Bielik nevű tengeralattjárója

- 1 db 477E (Kilo) típusú tengeralattjáró (Orzeł-osztály) – Orzeł (291)
- 4 db 207 (Kobben) típusú norvég gyártmányú tengeralattjáró (Sokół-osztály) – Sokół (294), Sęp (295), Bielik (296), Kondor (297)
- 2 db amerikai gyártmányú gen. K. Pułaski-osztályú (ex. Oliver Hazard Perry osztály) rakétás fregatt – gen. K. Pułaski-osztály: ORP Generał Kazimierz Pułaski (272, ex USS Clark), ORP Generał Tadeusz Kościuszko (273, ex USS Wadsworth)
- 1 db Kaszub-osztályú (620 típusú) korvett – Kaszub (240)
- 2 db Molnyija-típusú (1241-es gyártmány) rakétás korvett (Górnik-osztály) – Metalowiec (436), Rolnik (437)
- 3 db NDK-gyártmányú Orkan típusú (660-as gyártmány) rakétás korvett (Orkan-osztály) – Orkan (421), Piorun (422), Grom (423)
- 11 db Pilica-osztályú torpedónaszád – KP–166, KP–167, KP–168, KP–169, KP–170, KP–171, KP–172, KP–173, KP–174, KP–175, KP–176
- 3 db Flaming-osztályú (206F típusú) aknakereső hajó – Flaming (621), Mewa (623), Czajka (624)
- 16 db Gardno-osztályú (207D/M/P típusú) parti aknakereső hajó – Gardno (631), Bukowo (632), Dąbie (633), Jamno (634), Mielno (635), Wicko (636), Resko (637), Sarbsko (638), Necko (639), Nakło (640), Drużno (641), Hańcza (642), Mamry (643), Wigry (644), Śniardwy (645), Wdzydze (646)
- 2 db TR–25 osztályú (ex. Leniwka) parti aknakereső hajó – TR–25, TR–26

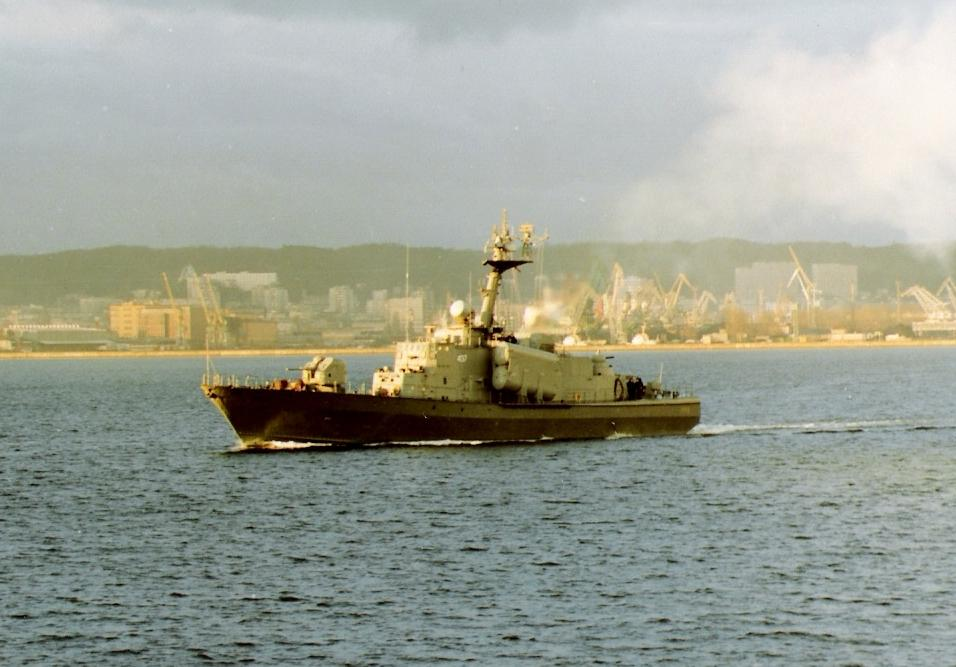
A Rolnik rakétás korvett

- 5 db Lublin-osztályú (767 típusú) közepes partraszálló hajó – Lublin (821), Gniezno (822), Kraków (823), Poznań (824), Toruń (825)
- 2 db Piast-osztályú (570 típusú) mentőhajó – Piast (281), Lech (282)
- 3 db Gniewko-osztályú (R–30 típusú) mentőhajó – Gniewko (R–11), Bolko (R–12), Semko (R–13)
- 2 db Zbyszko-osztályú (B823 típusú) mentőhajó – Zbyszko (R–14), Maćko (R–15)
- 1 db Kontradmiral Xawery Czernicki-osztályú (ex. Bereza) ellátóhajó – Kontradmirał Xawery Czernicki
- 1 db Bałtyk-osztályú tanker – Bałtyk (Z–1)
- 2 db Heweliusz-osztályú mérőhajó – Heweliusz (265), Arctowski (266)
- 2 db Nawigator-osztályú (863 típusú) elektronikus felderítő hajó – Nawigator (262), Hydrograf (263)
- 2 db Wodnik-osztályú kiképző hajó – Wodnik (251), Gryf (252)
- 2 db Podchorąży-osztályú iskolahajó – Podchorąży, Kadet
- 1 db Iskra-osztályú vitorlás iskolahajó – Iskra

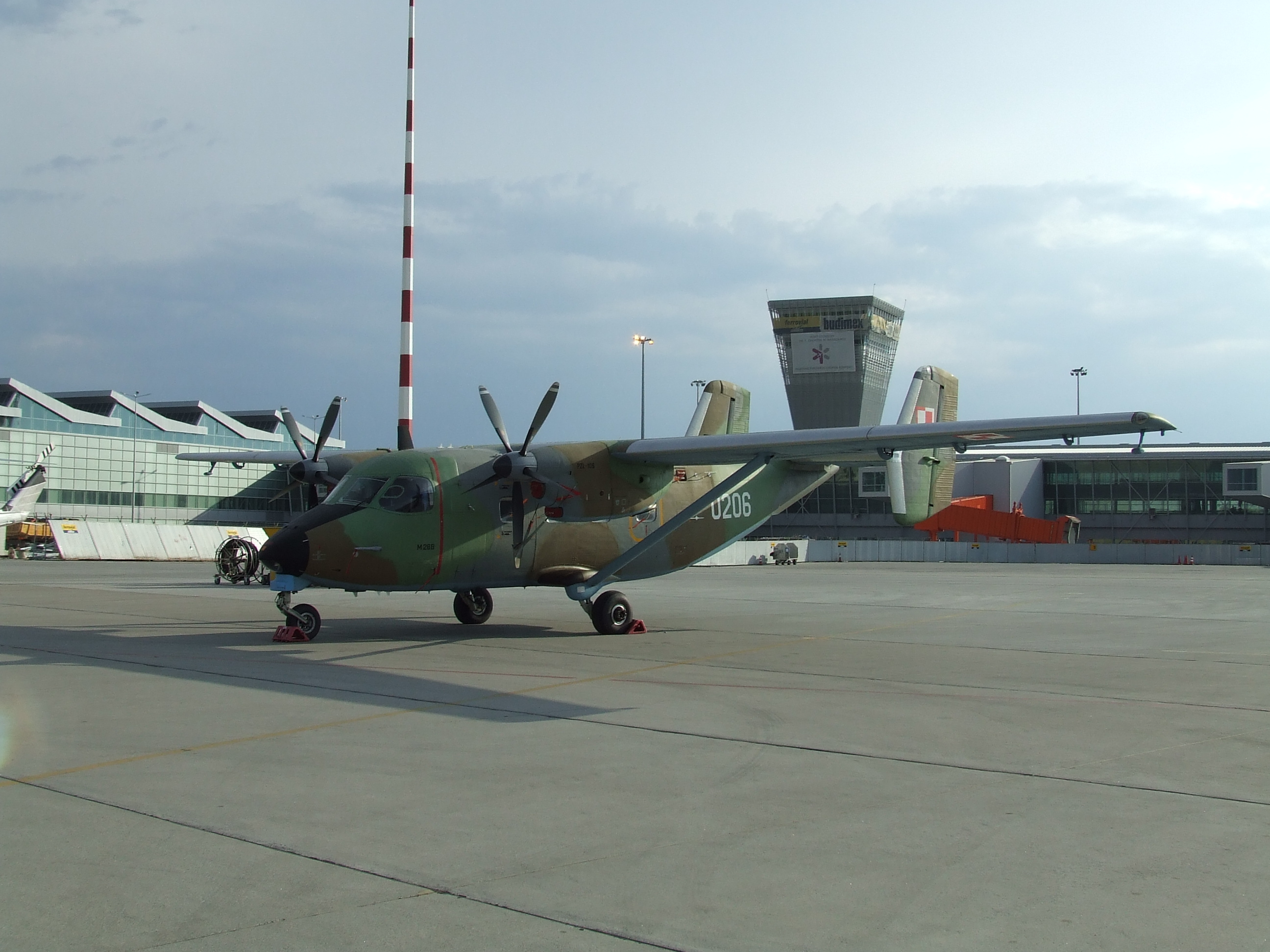
M28 Bryza szállító repülőgép

### Repülőeszközök
- 10 db An–28/M28 Bryza szállító repülőgép
- 14 db Mi–14 (PŁ, PX és PS változatok)
- 1 db Mi–8
- 1 db Mi–17
- 2 db W–3 Sokół
- 7 db W–3RM Anakonda
- 4 db Kaman SH–2G Super Seasprite
- 5 db Mi–2 (RM és D változatok)

### Egyéb fegyverzet
- 48 db Sz–60 57 mm-es vontatott légvédelmi ágyú

## Külső hivatkozások
- A Lengyel Köztársaság Védelmi Minisztériuma
- A lengyel hadsereg vezérkara
- A szárazföldi erők honlapja
- A szárazföldi erőkfolíóirata (Wojska Lądowa) (PDF)
- A lengyel légierő honlapja
- A haditengerészet honlapja